# Michele Marelli (musicista)
Michele Marelli (Alessandria, 1978) è un clarinettista italiano.

## Biografia

### Formazione musicale
Avviato in tenera età allo studio del pianoforte, a 10 anni si dedica al clarinetto, strumento nel quale si diploma con il massimo dei voti e la lode sotto la guida di Giacomo Soave presso il Conservatorio Antonio Vivaldi di Alessandria.
Studia composizione e si diploma in musica elettronica presso il Conservatorio di Latina.
Terminati gli studi classici, si laurea in Lettere presso la Facoltà di Lettere e Filosofia dell'Università degli Studi di Torino con una tesi su Karlheinz Stockhausen, sotto la guida di Giorgio Pestelli e di Ernesto Napolitano.
Grazie ad una borsa di studio dell'Associazione Desono, si perfeziona in Inghilterra con Alan Hacker (approfondendo anche la direzione d'orchestra), in Germania con Suzanne Stephens e in Francia con Alain Damiens.

### L'incontro con Stockhausen
A diciotto anni conosce il compositore tedesco Karlheinz Stockhausen e con lui inizia una collaborazione artistica che si conclude solo con la sua scomparsa avvenuta nel dicembre 2007.
Stockhausen stimola Marelli allo studio del corno di bassetto, strumento del quale diviene un virtuoso conosciuto a livello internazionale.
Vincitore di sei edizioni del premio conferito dalla Fondazione Stockhausen per la migliore esecuzione delle sue opere, il compositore tedesco lo sceglie come solista del suo Ensemble (con il quale inciderà 3 CD) e contemporaneamente come assistente di Suzanne Stephens presso gli annuali Stockhausen Kurse Kürten.
Studia personalmente con il compositore l'intero repertorio per clarinetto e corno di bassetto, trasferendosi anche a Kürten ed approfondendo soprattutto l'aspetto mimico e scenico di alcuni suoi capolavori quali la pantomima Harlekin (1975) per clarinettista danzante della durata di 50 minuti.
Nel 2010 la Fondazione Stockhausen gli affida la prima esecuzione mondiale di UVERSA, 16ma Ora da KLANG, l'ultimo lavoro per corno di bassetto e musica elettronica a 8 canali composto da Stockhausen prima della sua scomparsa e tratto dall'incompiuto ciclo Klang.

### Attività artistica
Apprezzato e conosciuto per le sue capacità performative e mimiche  e per il contributo dato alla riscoperta e all'ampliamento del repertorio del corno di bassetto, Marelli ha collaborato con i maggiori compositori del nostro tempo, tra i quali Franco Donatoni, György Kurtág, Helmut Lachenmann, Sylvano Bussotti, Vinko Globokar, Alberto Colla, Fabio Nieder, Marco Stroppa e Ivan Fedele. Questi ultimi gli hanno in particolare dedicato rispettivamente "Let me sing into your ear" e "Air on air", concerti per corno di bassetto e orchestra eseguiti in prima mondiale presso i Donaueschinger Musiktage 2010 e 2018 sotto la direzione di Peter Eötvös e di Pascal Rophé.
Nell'ottobre 2014 viene insignito del prestigioso premio speciale "Arthur Rubinstein- Una vita nella musica giovani" del Teatro La Fenice di Venezia insieme al compositore siciliano Salvatore Sciarrino.
Tiene regolarmente Masterclass e seminari in Conservatori italiani ed europei.
È artista ufficiale Henri Selmer Paris, Buffet Crampon e endorser della Vandoren di Parigi.

## Premi
- Premio speciale "Arthur Rubinstein - Una vita nella musica giovani" 2014 del Teatro La Fenice di Venezia.
- Vincitore di 6 edizioni del Premio della Stockhausen Stiftung für Musik (2000-2001-2002-2004-2007-2009)
- Primo Premio al Krzysztof Penderecki International Contemporary Chamber Music Competition di Cracovia (2004)
- Premio Valentino Bucchi Concorso Internazionale di Clarinetto, Roma 2007
- Honorary Logos Award, Gent (Belgio) 2000
- Master dei Talenti Musicali della Fondazione CRT 2006
- Borsa di studio pluriennale dell'Associazione Desono di Torino, diretta da Francesca Gentile Camerana
- Premio discografico 5 Diapason dell'omonima rivista francese (Febbraio 2012) per il CD HARLEKIN[5]
- Primo Premio al Concorso Internazionale di Composizione della Biennale di Koper (Slovenia) 2012 (Presidente di giuria Vinko Globokar)
- Premio Prometheus 2012 del Gruppo Giovani Imprenditori della Confindustria di Alessandria per l'eccellenza nella cultura

## Discografia
- 2002 – Stockhausen Complete Edition CD 64, Stockhausen-Verlag
- 2003 – Stockhausen Complete Edition CD 59, Stockhausen-Verlag
- 2006 – Oskar's Dream (in collaborazione con P. Boggio), Krikri Festival 2005, Belgio, Krikri
- 2010 – Harlekin, Stradivarius
- 2010 – Stockhausen Complete Edition CD 94, Stockhausen-Verlag
- 2011 – Donaueschinger Musiktage 2010, Neos Music
- 2013 – Stockhausen: for basset horn, Stradivarius
- 2013 – Amour / Der kleine Harlekin / Wochenkreis (in collaborazione con Antonio Perèz Abellàn, sintetizzatore), Wergo
- 2016 – Michele Marelli - Contemporary Clarinet, Decca Classics
- 2018 – Michele Marelli - Clarinet Reloaded, Decca Classics